# Lagny
Lagny is een gemeente in het Franse departement Oise (regio Hauts-de-France) en telt 480 inwoners (2005). De plaats maakt deel uit van het arrondissement Compiègne.

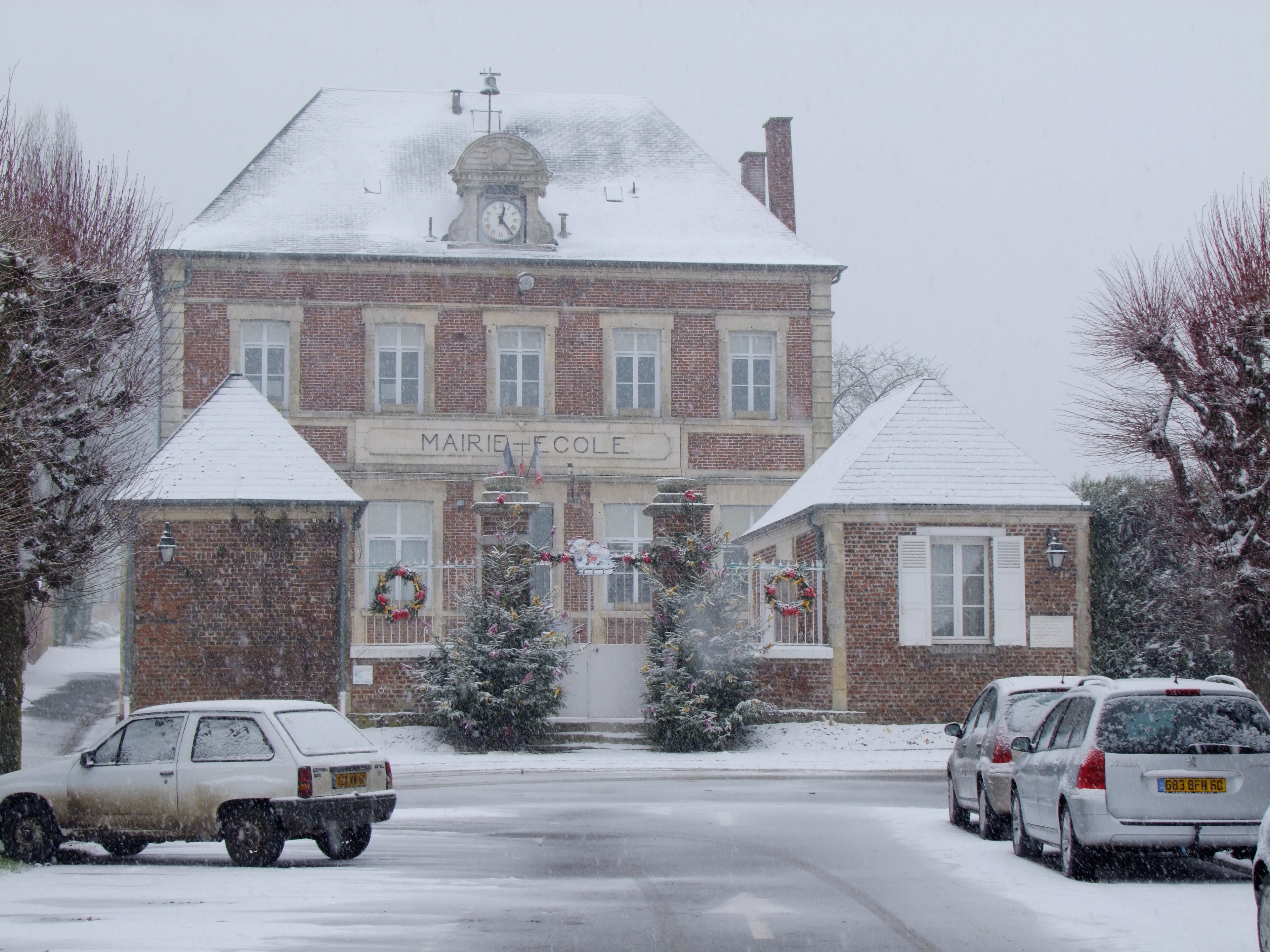
Gemeentehuis
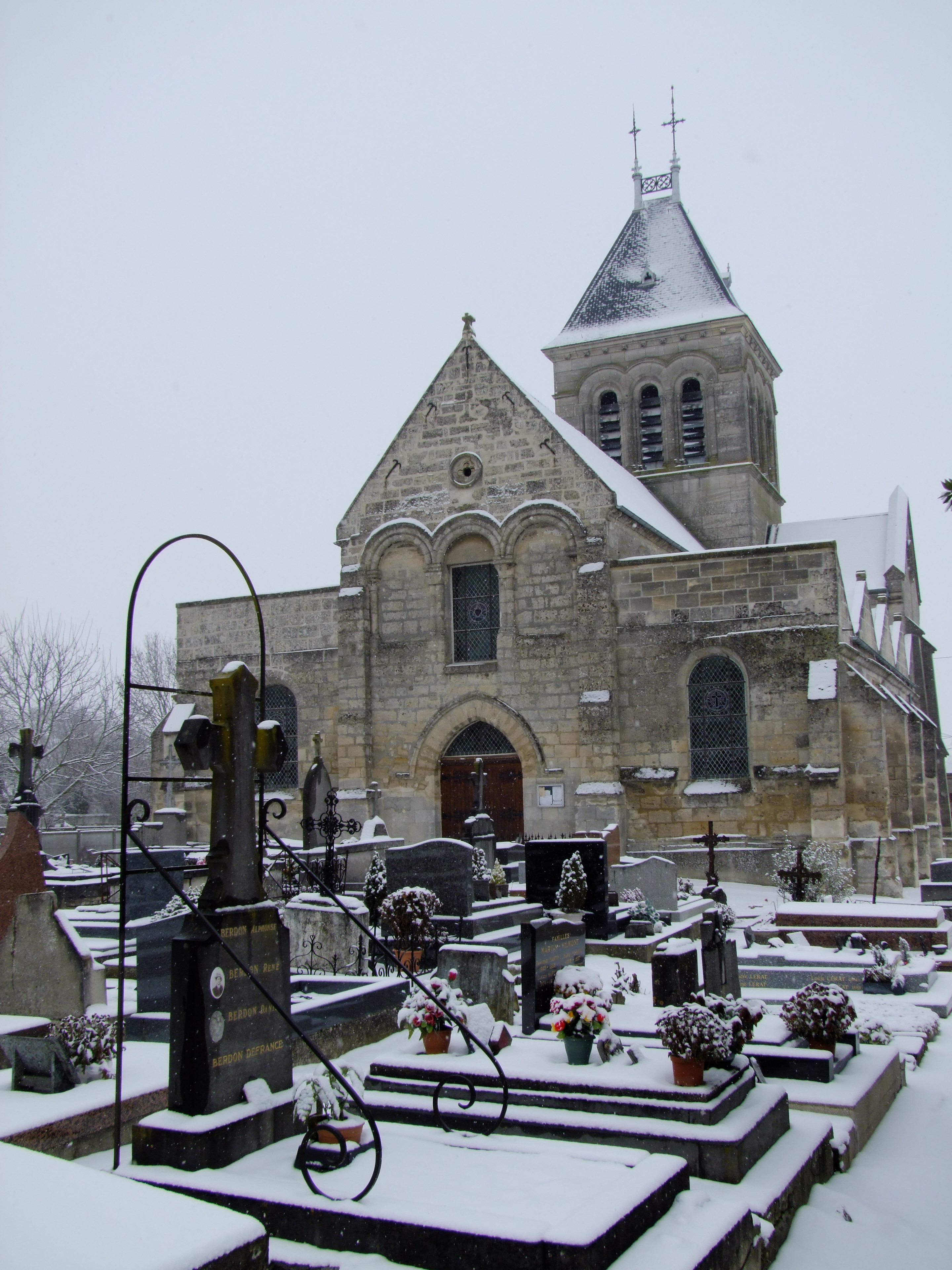
Kerk van Lagny

## Geografie
De oppervlakte van Lagny bedraagt 10,9 km², de bevolkingsdichtheid is 44,0 inwoners per km².
De onderstaande kaart toont de ligging van Lagny met de belangrijkste infrastructuur en aangrenzende gemeenten.

## Demografie
Onderstaande figuur toont het verloop van het inwonertal (bron: INSEE-tellingen).